# Almyrós Potamós (vattendrag i Grekland, lat 35,36, long 24,26)
Almyrós Potamós är ett vattendrag i Grekland.   Det ligger i regionen Kreta, i den södra delen av landet, 290 km söder om huvudstaden Aten.